# Masakra w więzieniu w Złoczowie
Masakra w więzieniu w Złoczowie – masowy mord na osobach przetrzymywanych w więzieniu w Złoczowie dokonany przez funkcjonariuszy NKWD w ostatnich dniach czerwca 1941 roku. Ofiarą zbrodni padło od 650 do 720 więźniów. Była to jedna z wielu tzw. masakr więziennych, dokonanych przez NKWD po rozpoczęciu niemieckiej inwazji na ZSRR.

## Geneza

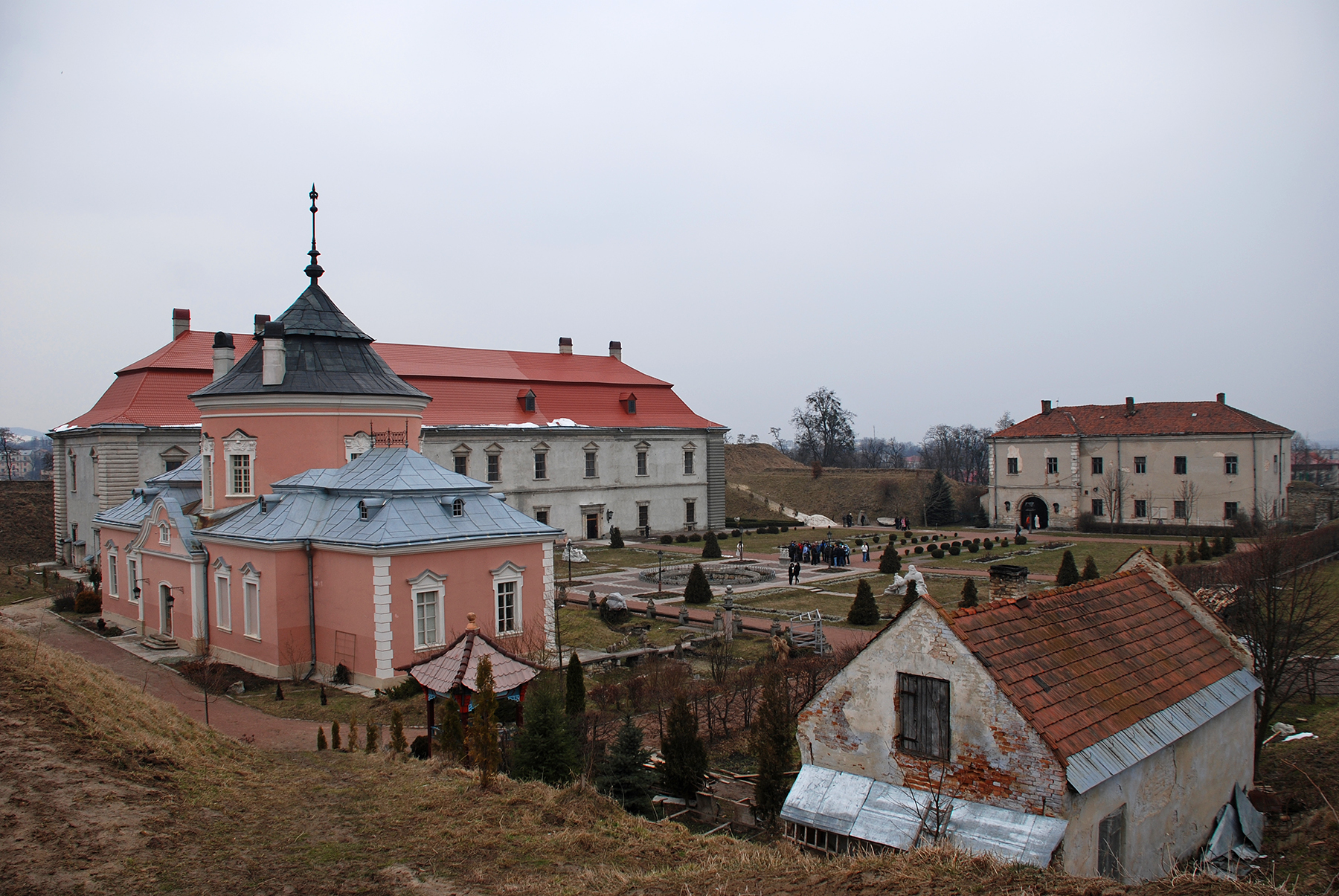
Zabudowania zamku, w których mieściło się więzienie NKWD

Złoczów, przed wojną miasto powiatowe w województwie tarnopolskim, od września 1939 roku znajdował się pod sowiecką okupacją. Osoby aresztowane przez NKWD były osadzane w celach przedwojennego więzienia, które mieściło się w zabudowaniach zamku Sobieskich, położonego przy ul. Tarnopolskiej, na wzgórzu we wschodniej części miasta. Było to jedno z czterech sowieckich więzień funkcjonujących na terenie obwodu lwowskiego; w oficjalnych dokumentach określano je mianem „więzienia nr 3”.
22 czerwca 1941 roku nazistowskie Niemcy dokonały inwazji na Związek Radziecki. Pierwsze tygodnie wojny miały bardzo pomyślny przebieg dla strony niemieckiej. Dywizjom Wehrmachtu udało się bowiem rozbić wojska nadgranicznych okręgów wojskowych ZSRR, a następnie wedrzeć się w głąb sowieckiego terytorium. Sukcesem uwieńczone zostało między innymi niemieckie uderzenie na terenie Wołynia i Galicji Wschodniej, gdzie broniło się największe i najlepiej uzbrojone zgrupowanie Armii Czerwonej – Front Południowo-Zachodni. W pierwszych dwudziestu dniach wojny jego jednostki poniosły ogromne straty w ludziach i sprzęcie, a także były zmuszone wycofać się na odległość blisko 250 kilometrów na wschód od granicy niemiecko-sowieckiej.
W chwili wybuchu wojny niemiecko-sowieckiej w więzieniach i aresztach na Kresach Wschodnich przetrzymywano około 40–50 tys. więźniów. Władze sowieckie były zdecydowane nie dopuścić, aby zostali oni uwolnieni przez Niemców. 24 czerwca 1941 roku ludowy komisarz spraw wewnętrznych Ławrientij Beria wydał obwodowym urzędom NKGB rozkaz rozstrzelania wszystkich więźniów politycznych przetrzymywanych w zachodnich obwodach ZSRR, których ewakuacja w głąb kraju była niemożliwa. W myśl rozkazu Berii stracone miały zostać osoby skazane za „działalność kontrrewolucyjną”, „działalność antysowiecką”, sabotaż i dywersję, a także więźniowie polityczni znajdujący się w śledztwie.

## Przebieg masakry
Z dokumentów odnalezionych w sowieckich archiwach wynika, że stan osadzonych w złoczowskim więzieniu na dzień 10 czerwca 1941 roku wynosił 625 osób. Przypuszczalnie liczba więźniów wzrosła po 22 czerwca 1941 roku, gdyż w związku z wybuchem wojny NKWD rozpoczęło masowe aresztowania prawdziwych i domniemanych wrogów władzy sowieckiej. Zatrzymanych wówczas osób nie zdążono zarejestrować w więziennej ewidencji. Po rozpoczęciu niemieckiej inwazji nieudaną próbę zdobycia więzienia podjęli bojownicy Organizacji Ukraińskich Nacjonalistów.
Po wybuchu wojny więzienne straże zostały wzmocnione. Enkawudziści przystąpili jednocześnie do likwidacji więźniów. Miejscowa ludność dniami i nocami słyszała dochodzące z zamku strzały i krzyki, które Sowieci niezbyt skutecznie usiłowali zagłuszyć warkotem silników ciężarówek lub traktorów.
1 lipca do Złoczowa wkroczyły oddziały niemieckie. Mieszkańcy udali się wówczas na zamek Sobieskich, licząc, że odnajdą tam aresztowanych krewnych i przyjaciół. W opustoszałym więzieniu nie odnaleziono jednak nikogo żywego. Odkryto natomiast płytko zakopane zbiorowe groby, które enkawudziści usiłowali zamaskować darnią. Dwie mogiły odkryto na dziedzińcu wewnętrznym, kolejne dwie lub trzy w sadzie, inne pod więziennym murem. Ciała zamordowanych odnajdywano także w celach i w więziennej kaplicy. U większości zwłok zaobserwowano rany postrzałowe, część nosiła jednak ślady ciosów bagnetem, uderzeń tępym narzędziem, a nawet tortur. W grobach odnaleźć miano także ciała kobiet w ciąży. Zwłoki zakopane w mogiłach pod murem więziennym znajdowały się w stanie tak daleko posuniętego rozkładu, że Niemcy zabronili ich ekshumacji; polecili jedynie posypać je wapnem i ponownie pogrzebać.

Herbert przeciskał się przez płaczące kobiety i dzieci na dziedziniec więzienia. Ohydne, cuchnące opary owiewały go całego. Tysiące much bzyczały nad ośmioma czy dziesięcioma długimi rzędami złożonych tutaj ciał. Między nimi chodziły pochylone kobiety, które wciąż szlochały, usiłując pośród tych zabitych odnaleźć swoich mężów i synów – wspomnienia austriackiego żołnierza i pisarza Brunona Brehma.

Dokładna liczba ofiar masakry pozostaje trudna do ustalenia. Według raportu naczelnika zarządu więziennictwa NKWD Ukraińskiej SRR, kapitana bezpieczeństwa państwowego Andrieja Filippowa, we wszystkich czterech więzieniach obwodu lwowskiego (a więc w trzech lwowskich i złoczowskim) „ubyło według pierwszej kategorii” 2464 więźniów. Źródła ukraińskie szacowały liczbę zamordowanych na 649–752, a źródła niemieckie na około 700. Inni świadkowie oceniali natomiast, że liczba ofiar wyniosła 650, 700 lub 720 osób. Jedną czwartą ofiar stanowiły kobiety. W czasie ekshumacji udało się zidentyfikować około 80 zwłok, w tym 10 Żydów (kupców ze Złoczowa i okolic). Prawdopodobnie masakry nie przeżył żaden z przebywających na zamku więźniów.
W publikacji Drogi śmierci wydanej w 1995 roku przez Ośrodek Karta znalazła się informacja, że z więzienia w Złoczowie wyprowadzono kolumnę około stu więźniów. Naczelnik więzienia miał im oświadczyć, że zostaną doprowadzeni do najbliższej stacji kolejowej, a stamtąd wywiezieni w głąb ZSRR. W rzeczywistości niemal wszystkich więźniów rozstrzelano nieopodal wsi Folwarki. Ocaleć miały jedynie trzy osoby, którym udało się uciec w zamieszaniu spowodowanym nalotem niemieckiego lotnictwa. Informacja o tej zbrodni nie znajduje jednak potwierdzenia w późniejszych polskich opracowaniach na temat masakr więziennych NKWD.

## Epilog
Ciała zidentyfikowanych więźniów zostały zabrane przez rodziny. Pozostałe zwłoki, w liczbie ponad stu, pochowano w zbiorowej mogile na miejscowym cmentarzu katolickim. Uroczysty pogrzeb ofiar masakry odbył się 6 lipca. Wzięło w nim udział kilka tysięcy mieszkańców Złoczowa.
Podobnie jak w przypadku wielu innych masakr więziennych, winą za zbrodnie NKWD obarczono ludność żydowską, którą zgodnie ze stereotypem „żydokomuny” utożsamiano w całości z systemem sowieckim i stosowaną przezeń polityką terroru. Bogdan Musiał uważa, że akty przemocy wobec złoczowskich Żydów zapewne inspirowali również funkcjonariusze jednego z pododdziałów Einsatzgruppe C (grupy operacyjnej SD i policji bezpieczeństwa), którzy w pierwszych dniach lipca przebywali w mieście. Odmiennego zdania jest Kai Struve, według którego  Sonderkommando 4b (część Einsatzgruppe C) przebywało w Złoczowie bardzo krótko i w zachowanych raportach nie meldowało podobnych działań w mieście w tym czasie. Autor ten zwraca uwagę na rolę esesmanów z dywizji "Wiking" w organizacji pogromu; jego zdaniem świadkowie mogli pomylić ich z członkami Einsatzgruppe.
Po zajęciu miasta Niemcy wspierani przez młodych Ukraińców zapędzili grupę Żydów do zamku Sobieskich, gdzie zmusili ich do pracy przy ekshumacji zwłok zamordowanych więźniów. Do udziału w ekshumacji zmuszono również wziętych do niewoli czerwonoarmistów. Podczas tej pracy robotnicy byli maltretowani i zabijani; między innymi 4 lipca Niemcy przeprowadzili na zamku masową egzekucję Żydów. Dopiero po dwóch dniach, zresztą nie bez trudności, zamieszki zostały stłumione przez Wehrmacht. Do tego czasu ofiarą pogromu padły setki złoczowskich Żydów. Niemcy oszacowali liczbę zamordowanych na około 300–500 osób.
Masakra w złoczowskim więzieniu posłużyła również Niemcom jako pretekst do przeprowadzenia masowych i systematycznych egzekucji Żydów. 10 lipca niemiecka żandarmeria polowa rozstrzelała w mieście około 300 przedstawicieli żydowskiej inteligencji.